# Ierland op de Olympische Spelen
Ierland is een van de landen die deelneemt aan de Olympische Spelen. Ierland debuteerde op de Zomerspelen van 1924. In 1992, 68 jaar later, kwam het voor het eerst uit op de Winterspelen.
In 2024 nam Ierland voor de 23e keer deel aan de Zomerspelen, in 2022 voor de achtste keer aan de Winterspelen. Er werden in totaal 42 medailles (15-10-17) gewonnen, alle op de Zomerspelen. Van deze medailles werden er 31 door mannen en elf door vrouwen behaald. Dit gebeurde in zes sportdisciplines; bij het boksen (18), atletiek (7), zwemmen (4), roeien (3), zeilen (2), paardensport.
De zwemster Michelle Smith is de 'succesvolste' Ierse olympiër, op de Spelen van 1996 won ze drie gouden en één bronzen medaille. Naast Smith zijn de atleet Pat O'Callaghan (2x goud in 1928 en 1932), roeier Paul O'Donovan (zilver in 2016 en goud 20) en de bokser Paddy Barnes (2x brons in 2008 en 2012) de enige andere meervoudige medaillewinnaars.
Hockey in 1908
Op het hockeytoernooi van 1908 in Londen was het Ierse team een van de vier vertegenwoordigers uit Groot-Brittannië. Ierland maakte destijds deel uit van Groot-Brittannië. Het team eindigde op de tweede plaats. De zilveren medaille wordt aan Groot-Brittannië toegerekend.

## Medailles en deelnames

### Overzicht
De tabel geeft een overzicht van de jaren waarin werd deelgenomen, het aantal gewonnen medailles en de eventuele plaats in het medailleklassement.
| Zomerspelen | Zomerspelen | Zomerspelen | Zomerspelen | Zomerspelen | Zomerspelen |        | Winterspelen | Winterspelen | Winterspelen | Winterspelen | Winterspelen | Winterspelen |
| Jaar        | Goud        | Zilver      | Brons       | Totaal      | Rang        | Jaar   | Goud         | Zilver       | Brons        | Totaal       | Rang         |              |
| 1924        | 0           | 0           | 0           | 0           | -           | 1924   | -            | -            | -            | -            | -            |              |
| 1928        | 1           | 0           | 0           | 1           | 24          | 1928   | -            | -            | -            | -            | -            |              |
| 1932        | 2           | 0           | 0           | 2           | 16          | 1932   | -            | -            | -            | -            | -            |              |
| 1936        | -           | -           | -           | -           | -           | 1936   | -            | -            | -            | -            | -            |              |
| 1948        | 0           | 0           | 0           | 0           | -           | 1948   | -            | -            | -            | -            | -            |              |
| 1952        | 0           | 1           | 0           | 1           | 34          | 1952   | -            | -            | -            | -            | -            |              |
| 1956        | 1           | 1           | 3           | 5           | 21          | 1956   | -            | -            | -            | -            | -            |              |
| 1960        | 0           | 0           | 0           | 0           | -           | 1960   | -            | -            | -            | -            | -            |              |
| 1964        | 0           | 0           | 1           | 1           | 35          | 1964   | -            | -            | -            | -            | -            |              |
| 1968        | 0           | 0           | 0           | 0           | -           | 1968   | -            | -            | -            | -            | -            |              |
| 1972        | 0           | 0           | 0           | 0           | -           | 1972   | -            | -            | -            | -            | -            |              |
| 1976        | 0           | 0           | 0           | 0           | -           | 1976   | -            | -            | -            | -            | -            |              |
| 1980        | 0           | 1           | 1           | 2           | 31          | 1980   | -            | -            | -            | -            | -            |              |
| 1984        | 0           | 1           | 0           | 1           | 33          | 1984   | -            | -            | -            | -            | -            |              |
| 1988        | 0           | 0           | 0           | 0           | -           | 1988   | -            | -            | -            | -            | -            |              |
| 1992        | 1           | 1           | 0           | 2           | 32          | 1992   | 0            | 0            | 0            | 0            | -            |              |
| 1996        | 3           | 0           | 1           | 4           | 28          | 1994   | -            | -            | -            | -            | -            |              |
| 2000        | 0           | 1           | 0           | 1           | 64          | 1998   | 0            | 0            | 0            | 0            | -            |              |
| 2004        | 0           | 0           | 0           | 0           | -           | 2002   | 0            | 0            | 0            | 0            | -            |              |
| 2008        | 0           | 1           | 2           | 3           | 61          | 2006   | 0            | 0            | 0            | 0            | -            |              |
| 2012        | 1           | 1           | 4           | 6           | 41          | 2010   | 0            | 0            | 0            | 0            | -            |              |
| 2016        | 0           | 2           | 0           | 2           | 62          | 2014   | 0            | 0            | 0            | 0            | -            |              |
| 2020        | 2           | 0           | 2           | 4           | 39          | 2018   | 0            | 0            | 0            | 0            | -            |              |
| 2024        | 4           | 0           | 3           | 7           | 19          | 2022   | 0            | 0            | 0            | 0            | -            |              |
| Totaal      | 15          | 10          | 17          | 42          |             | Totaal | 0            | 0            | 0            | 0            |              |              |
| Tot. Z+W    | 15          | 10          | 17          | 42          |             |        |              |              |              |              |              |              |

### Per deelnemer
| Jaar | Sport        | Olympiër                                              | Onderdeel                             | Medaille |
| ---- | ------------ | ----------------------------------------------------- | ------------------------------------- | -------- |
| 1928 | Atletiek     | Pat O'Callaghan                                       | kogelslingeren (m)                    | Goud     |
| 1932 | Atletiek     | Bob Tisdall                                           | 400 m horden (m)                      | Goud     |
| 1932 | Atletiek     | Pat O'Callaghan                                       | kogelslingeren (m)                    | Goud     |
| 1952 | Boksen       | John McNally                                          | bantamgewicht (m)                     | Zilver   |
| 1956 | Atletiek     | Ron Delany                                            | 1500 m (m)                            | Goud     |
| 1956 | Boksen       | Fred Tiedt                                            | weltergewicht (m)                     | Zilver   |
| 1956 | Boksen       | John Caldwell                                         | vlieggewicht (m)                      | Brons    |
| 1956 | Boksen       | Freddie Gilroy                                        | bantamgewicht (m)                     | Brons    |
| 1956 | Boksen       | Anthony Byrne                                         | lichtgewicht (m)                      | Brons    |
| 1964 | Boksen       | Jim McCourt                                           | lichtgewicht (m)                      | Brons    |
| 1980 | Boksen       | Hugh Russell                                          | vlieggewicht (m)                      | Brons    |
| 1980 | Zeilen       | David Wilkins James Wilkinson                         | tweepersoonsjol (m) (flying dutchman) | Zilver   |
| 1984 | Atletiek     | John Treacy                                           | marathon (m)                          | Zilver   |
| 1992 | Boksen       | Michael Carruth                                       | weltergewicht (m)                     | Goud     |
| 1992 | Boksen       | Wayne McCullough                                      | bantamgewicht (m)                     | Zilver   |
| 1996 | Atletiek     | Sonia O'Sullivan                                      | 5000 m (v)                            | Zilver   |
| 1996 | Zwemmen      | Michelle Smith                                        | 400 m vrije slag (v)                  | Goud     |
| 1996 | Zwemmen      | Michelle Smith                                        | 200 m wisselslag (v)                  | Goud     |
| 1996 | Zwemmen      | Michelle Smith                                        | 400 m wisselslag (v)                  | Goud     |
| 1996 | Zwemmen      | Michelle Smith                                        | 200 m vlinderslag (v)                 | Brons    |
| 2008 | Boksen       | Kenny Egan                                            | halfzwaargewicht (m)                  | Zilver   |
| 2008 | Boksen       | Paddy Barnes                                          | lichtvlieggewicht (m)                 | Brons    |
| 2008 | Boksen       | Darren John Sutherland                                | middengewicht (m)                     | Brons    |
| 2012 | Atletiek     | Robert Heffernan                                      | 50km snelwandelen (m)                 | Brons    |
| 2012 | Boksen       | Katie Taylor                                          | vlieggewicht (v)                      | Goud     |
| 2012 | Boksen       | John Joe Nevin                                        | bantamgewicht (m)                     | Zilver   |
| 2012 | Boksen       | Paddy Barnes                                          | lichtvlieggewicht (m)                 | Brons    |
| 2012 | Boksen       | Michael Conlan                                        | vlieggewicht (m)                      | Brons    |
| 2012 | Paardensport | Cian O'Connor                                         | springen individueel                  | Brons    |
| 2016 | Roeien       | Gary O'Donovan Paul O'Donovan                         | lichte dubbel-twee (m)                | Zilver   |
| 2016 | Zeilen       | Annalise Murphy                                       | laser radial (v)                      | Zilver   |
| 2020 | Boksen       | Kellie Harrington                                     | lichtgewicht (v)                      | Goud     |
| 2020 | Boksen       | Aidan Walsh                                           | weltergewicht (v)                     | Brons    |
| 2020 | Roeien       | Paul O'Donovan Fintan McCarthy                        | lichte-dubbel-twee                    | Goud     |
| 2020 | Roeien       | Aifric Keogh Eimear Lambe Fiona Murtagh Emily Hegarty | vier-zonder (v)                       | Brons    |

Afghanistan · Albanië · Algerije · Amerikaans-Samoa · Amerikaanse Maagdeneilanden · Andorra · Angola · Antigua en Barbuda · Argentinië · Armenië · Aruba · Australië · Azerbeidzjan · Bahama's · Bahrein · Bangladesh · Barbados · België · Belize · Benin · Bermuda · Bhutan · Bolivia · Bosnië en Herzegovina · Botswana · Brazilië · Britse Maagdeneilanden · Brunei · Bulgarije · Burkina Faso · Burundi · Cambodja · Canada · Centraal-Afrikaanse Republiek · Chili · China · Chinees Taipei · Colombia · Comoren · Congo-Brazzaville · Congo-Kinshasa · Cookeilanden · Costa Rica · Cuba · Cyprus · Denemarken · Djibouti · Dominica · Dominicaanse Republiek · Duitsland · Ecuador · Egypte · El Salvador · Equatoriaal-Guinea · Eritrea · Estland · Ethiopië · Fiji · Filipijnen · Finland · Frankrijk · Gabon · Gambia · Georgië · Ghana · Grenada · Griekenland · Groot-Brittannië · Guam · Guatemala · Guinee · Guinee-Bissau · Guyana · Haïti · Honduras · Hongarije · Hongkong · Ierland · IJsland · India · Indonesië · Irak · Iran · Israël · Italië · Ivoorkust · Jamaica · Japan · Jemen · Jordanië · Kaaimaneilanden · Kaapverdië · Kameroen · Kazachstan · Kenia · Kirgizië · Kiribati · Koeweit · Kosovo · Kroatië · Laos · Lesotho · Letland · Libanon · Liberia · Libië · Liechtenstein · Litouwen · Luxemburg · Madagaskar · Malawi · Malediven · Maleisië · Mali · Malta · Marokko · Marshalleilanden · Mauritanië · Mauritius · Mexico · Micronesië · Moldavië · Monaco · Mongolië · Montenegro · Mozambique · Myanmar · Namibië · Nauru · Nederland · Nepal · Nicaragua · Nieuw-Zeeland · Niger · Nigeria · Noord-Korea · Noord-Macedonië · Noorwegen · Oeganda · Oekraïne · Oezbekistan · Oman · Oost-Timor · Oostenrijk · Pakistan · Palau · Palestina · Panama · Papoea-Nieuw-Guinea · Paraguay · Peru · Polen · Portugal · Puerto Rico · Qatar · Roemenië · Rusland · Rwanda · Saint Kitts en Nevis · Saint Lucia · Saint Vincent en de Grenadines · Salomonseilanden · Samoa · San Marino · Saoedi-Arabië · Sao Tomé en Principe · Senegal · Servië · Seychellen · Sierra Leone · Singapore · Slovenië · Slowakije · Somalië · Spanje · Sri Lanka · Soedan · Suriname · Swaziland · Syrië · Tadzjikistan · Tanzania · Thailand · Togo · Tonga · Trinidad en Tobago · Tsjaad · Tsjechië · Tunesië · Turkije · Turkmenistan · Tuvalu · Uruguay · Vanuatu · Venezuela · Verenigde Arabische Emiraten · Verenigde Staten · Vietnam · Wit-Rusland · Zambia · Zimbabwe · Zuid-Afrika · Zuid-Korea · Zuid-Soedan · Zweden · Zwitserland
Historische landen: Bohemen · Bondsrepubliek Duitsland · Brits-Indië · Duitse Democratische Republiek · Joegoslavië · Malaya · Nederlandse Antillen · Noord-Borneo · Noord-Jemen · Saarland · Servië en Montenegro · Sovjet-Unie · Tsjecho-Slowakije · West-Indische Federatie · Zuid-Jemen
Bijzondere deelnames: Onafhankelijke olympische atleten · Vluchtelingenteam 
 Australazië · Duits Eenheidsteam · Gemengd team · Gezamenlijk Team